# Henry Wells
Henry Bensley Wells (Kensington, Londres, 12 de gener de 1891 – Newton Abbot, Devon, 4 de juliol de 1967) va ser un jutge i remer anglès que va competir a començaments del segle xx.
Wells estudià al Winchester College i al Magdalen College, de la Universitat d'Oxford. Fou el timoner que representà Oxford a la Regata Oxford-Cambridge entre 1911 i 1914. Com a membre del Leander Club el 1912 va prendre part en els Jocs Olímpics d'Estocolm, on guanyà la medalla d'or en la competició del vuit amb timoner del programa de rem. En aquesta embarcació feia de timoner.
En esclatar la Primera Guerra Mundial es va allistar a la sisena Brigada de Londres i va ser guardonat amb l'Orde de l'Imperi Britànic, com a MBE, el 1919. Entre 1934 i 1958 va exercir com a jutge.